# Blismes
Blismes est une commune française, située dans le département de la Nièvre en région Bourgogne-Franche-Comté.

## Géographie
Blismes se situe dans le massif du Morvan et fait partie de son parc naturel régional.
La commune est traversée par la ligne de partage des eaux entre les bassins versants de la Loire (notamment via le Ruisseau de la Thibert et les Fondereaux) et de la Seine (notamment via le Fossé 01 des Prosses et le Ruisseau de la Baye). Le bourg, situé sur la crète, divise les bassins.

### Climat
Pour des articles plus généraux, voir Climat de la Bourgogne-Franche-Comté et Climat de la Nièvre.
En 2010, le climat de la commune est de type climat des marges montargnardes, selon une étude du Centre national de la recherche scientifique s'appuyant sur une série de données couvrant la période 1971-2000. En 2020, Météo-France publie une typologie des climats de la France métropolitaine dans laquelle la commune est exposée à un climat océanique altéré et est dans la région climatique  Centre et contreforts nord du Massif Central, caractérisée par un air sec en été et un bon ensoleillement. 
Pour la période 1971-2000, la température annuelle moyenne est de 10,2 °C, avec une amplitude thermique annuelle de 15,6 °C. Le cumul annuel moyen de précipitations est de 1 148 mm, avec 14,1 jours de précipitations en janvier et 9,2 jours en juillet. Pour la période 1991-2020, la température moyenne annuelle observée sur la station météorologique de Météo-France la plus proche, « Chateau Chinon », sur la commune de Château-Chinon (Ville) à 11 km à vol d'oiseau, est de 10,5 °C et le cumul annuel moyen de précipitations est de 1 252,3 mm. 
La température maximale relevée sur cette station est de 38,8 °C, atteinte le 25 juillet 2019 ; la température minimale est de −21,3 °C, atteinte le 10 février 1956,,. 
Les paramètres climatiques de la commune ont été estimés pour le milieu du siècle (2041-2070) selon différents scénarios d'émission de gaz à effet de serre à partir des nouvelles projections climatiques de référence DRIAS-2020. Ils sont consultables sur un site dédié publié par Météo-France en novembre 2022.

## Urbanisme

### Typologie
Au 1er janvier 2024, Blismes est catégorisée commune rurale à habitat très dispersé, selon la nouvelle grille communale de densité à sept niveaux définie par l'Insee en 2022.
Elle est située hors unité urbaine et hors attraction des villes,.

### Occupation des sols
L'occupation des sols de la commune, telle qu'elle ressort de la base de données européenne d’occupation biophysique des sols Corine Land Cover (CLC), est marquée par l'importance des territoires agricoles (60 % en 2018), une proportion sensiblement équivalente à celle de 1990 (59,9 %). La répartition détaillée en 2018 est la suivante :  prairies (59,9 %), forêts (38,1 %), milieux à végétation arbustive et/ou herbacée (1 %), zones urbanisées (0,9 %), zones agricoles hétérogènes (0,1 %). L'évolution de l’occupation des sols de la commune et de ses infrastructures peut être observée sur les différentes représentations cartographiques du territoire : la carte de Cassini (XVIIIe siècle), la carte d'état-major (1820-1866) et les cartes ou photos aériennes de l'IGN pour la période actuelle (1950 à aujourd'hui).

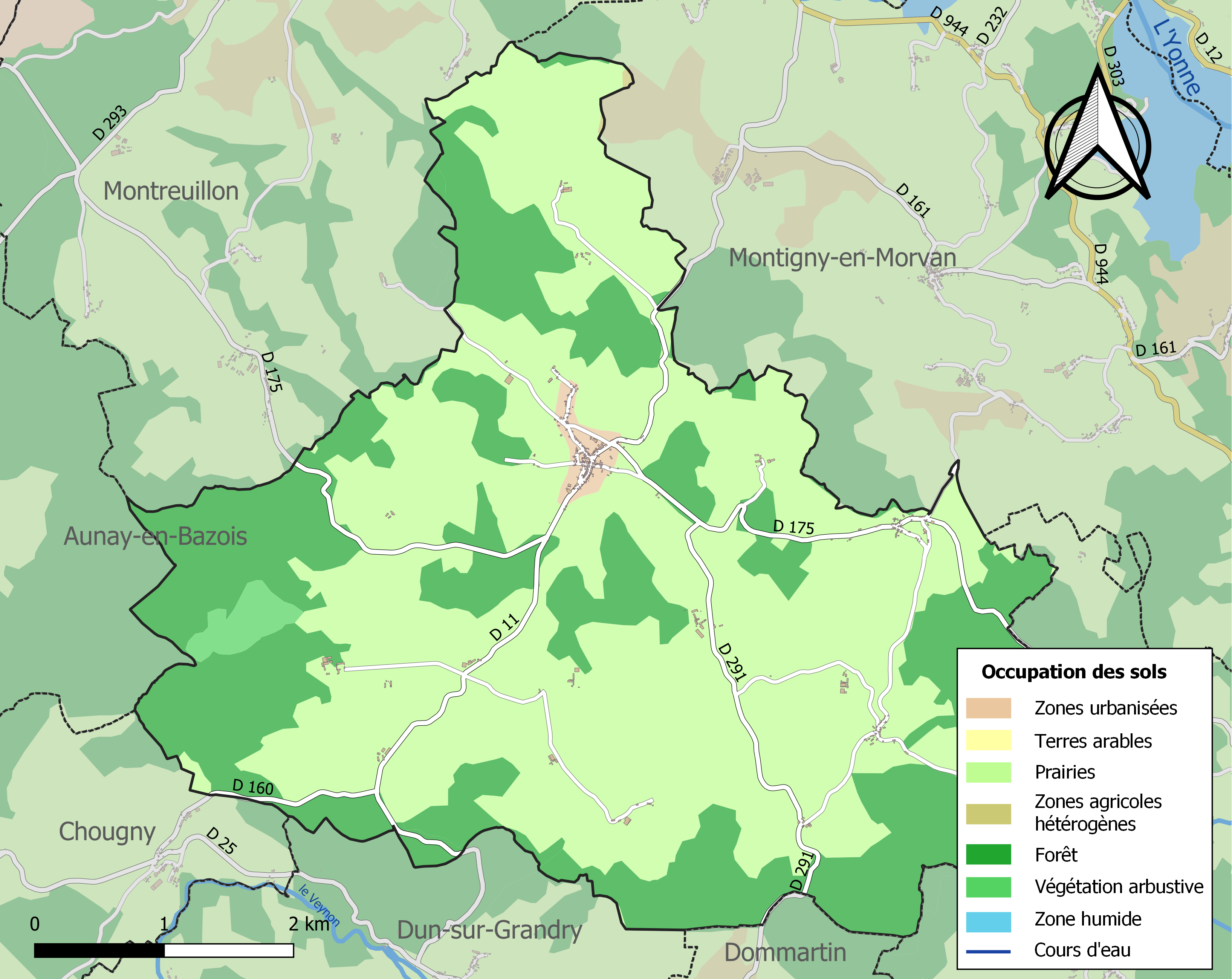
Carte des infrastructures et de l'occupation des sols de la commune en 2018 (CLC).

## Toponymie

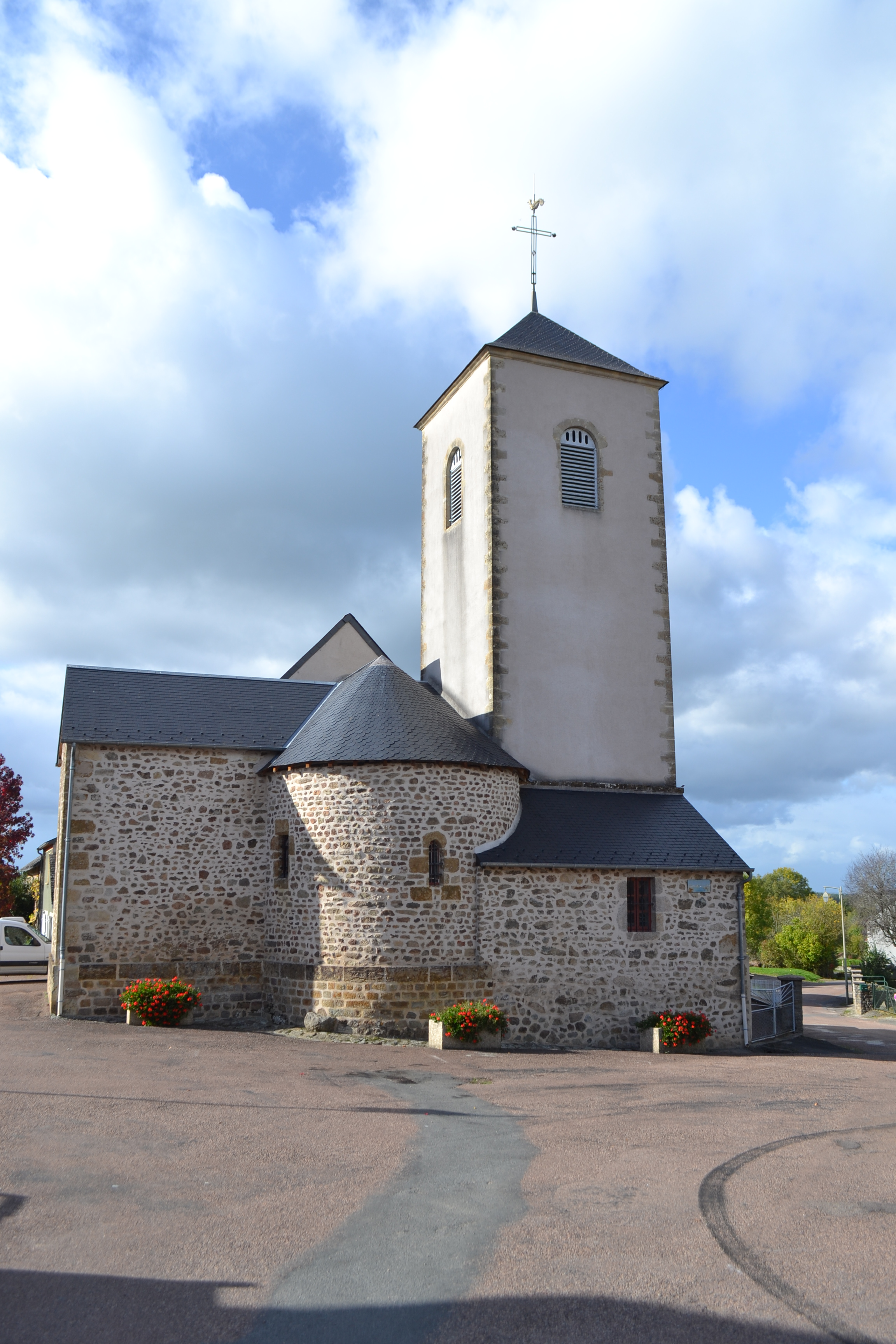
Église Saint-Martin.

La première mention connue du nom du village remonte à 1287 : Belisma. On relève également les formes suivantes : Belisme (1442), Belismes (1477) et  Fief de Belesme (1689).
Belisama est le nom d'une déesse gauloise,, assimilée à Minerve.

## Histoire

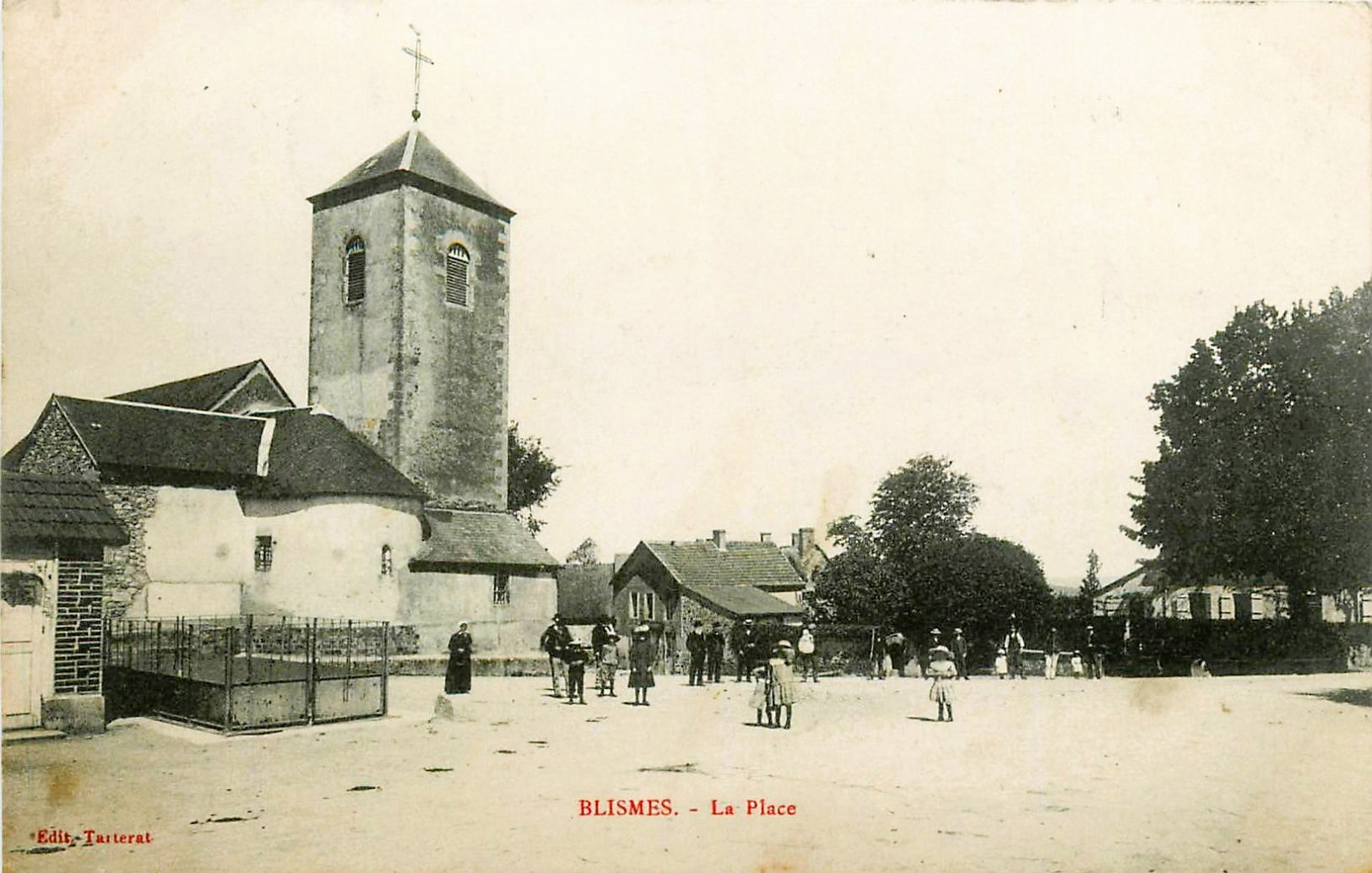
La place devant l'église de Blismes, vers 1900. À gauche, la balance publique ; à droite à l'arrière-plan, la gendarmerie.

- 1287 : Première mention du nom du village, Belisma[16].
- En 1692, Claude Morlé, prêtre, curé de Blismes, est assassiné d’un coup de fusil de chasse par un habitant de Chaumard[17].
- En 1741, le seigneur de Blimes, et de Quincize, s’appelle Pierre Pitoys, écuyer, fils de Pierre Pitoys, seigneur des mêmes lieux. Il demeure en son château de Quincize[17].
- En 1784, le sieur Clémendot, curé de la paroisse, porte plainte contre ses paroissiens pour menaces[17].
- La commune se nomme Blime en 1793, puis Blimes en 1801. En 1820, elle fusionne avec la commune voisine de Poussignol, d'abord sous le nom de Poussignol - Blismes du fait du rapport démographique, avant que le second ne supplante officiellement le premier en 1902.
- 1908 : installation du téléphone, la commune disposant déjà du service télégraphique[18].

## Politique et administration
| Période                                  | Période                   | Identité                | Étiquette | Qualité |
| ---------------------------------------- | ------------------------- | ----------------------- | --------- | ------- |
| janvier 2009                             | en cours                  | Marc Perrin             |           |         |
| mars 2008                                | décembre 2008 (démission) | Daniel Bernardon        |           |         |
| mars 1995                                | mars 2008                 | Josette Naudin          |           |         |
| mars 1983                                | mars 1995                 | Jean-Marie de Bourgoing |           |         |
| mars 1973                                | mars 1983                 | Marcelle Goguelat       |           |         |
| mars 1939                                | mars 1947                 | Henri Legrain           |           |         |
| 1896                                     | décembre 1900             | Louis de Courmont       |           |         |
| Les données manquantes sont à compléter. |                           |                         |           |         |

## Population et société

### Démographie

#### Évolution démographique
L'évolution du nombre d'habitants est connue à travers les recensements de la population effectués dans la commune depuis 1793. Pour les communes de moins de 10 000 habitants, une enquête de recensement portant sur toute la population est réalisée tous les cinq ans, les populations de référence des années intermédiaires étant quant à elles estimées par interpolation ou extrapolation. Pour la commune, le premier recensement exhaustif entrant dans le cadre du nouveau dispositif a été réalisé en 2004.

En 2022, la commune comptait 187 habitants, en évolution de +4,47 % par rapport à 2016 (Nièvre : −3,28 %, France hors Mayotte : +2,11 %).
| 1793 | 1800 | 1806 | 1821 | 1831 | 1836 | 1841 | 1846 | 1851 |
| ---- | ---- | ---- | ---- | ---- | ---- | ---- | ---- | ---- |
| 235  | 171  | 188  | 671  | 712  | 676  | 734  | 766  | 809  |

| 1856 | 1861 | 1866 | 1872 | 1876 | 1881 | 1886 | 1891 | 1896 |
| ---- | ---- | ---- | ---- | ---- | ---- | ---- | ---- | ---- |
| 763  | 780  | 777  | 755  | 773  | 809  | 848  | 822  | 805  |

| 1901 | 1906 | 1911 | 1921 | 1926 | 1931 | 1936 | 1946 | 1954 |
| ---- | ---- | ---- | ---- | ---- | ---- | ---- | ---- | ---- |
| 711  | 688  | 672  | 544  | 523  | 473  | 475  | 451  | 392  |

| 1962 | 1968 | 1975 | 1982 | 1990 | 1999 | 2004 | 2006 | 2009 |
| ---- | ---- | ---- | ---- | ---- | ---- | ---- | ---- | ---- |
| 358  | 335  | 266  | 232  | 233  | 191  | 163  | 162  | 164  |

| 2014 | 2019 | 2022 | - | - | - | - | - | - |
| ---- | ---- | ---- | - | - | - | - | - | - |
| 178  | 183  | 187  | - | - | - | - | - | - |

Le saut entre les recensements de 1806 et 1821 s'explique par l'adjonction de la population de la commune de Poussignol en 1820, qui était alors la plus peuplée. En 1794, la population de Blismes était estimée à 248 habitants contre 386 à Poussignol.
|            | 1793 | 1800 | 1806 | 1821 |
| Poussignol | 380  | 270  | 390  | -    |
| Blismes    | 235  | 171  | 188  | -    |
| Ensemble   | 615  | 441  | 578  | 671  |

#### Pyramide des âges
La population de la commune est relativement âgée.
En 2018, le taux de personnes d'un âge inférieur à 30 ans s'élève à 29,0 %, soit au-dessus de la moyenne départementale (27,7 %). À l'inverse, le taux de personnes d'âge supérieur à 60 ans est de 37,7 % la même année, alors qu'il est de 37,0 % au niveau départemental.
En 2018, la commune comptait 90 hommes pour 92 femmes, soit un taux de 50,55 % de femmes, légèrement inférieur au taux départemental (51,89 %).
Les pyramides des âges de la commune et du département s'établissent comme suit.
| Hommes | Classe d’âge | Femmes |
| ------ | ------------ | ------ |
| 1,1    | 90 ou +      | 2,2    |
| 12,2   | 75-89 ans    | 8,6    |
| 23,3   | 60-74 ans    | 28,0   |
| 24,4   | 45-59 ans    | 20,4   |
| 11,1   | 30-44 ans    | 10,8   |
| 11,1   | 15-29 ans    | 19,4   |
| 16,7   | 0-14 ans     | 10,8   |

| Hommes | Classe d’âge | Femmes |
| ------ | ------------ | ------ |
| 1,1    | 90 ou +      | 3,2    |
| 10,5   | 75-89 ans    | 14,3   |
| 23,3   | 60-74 ans    | 23,5   |
| 20,5   | 45-59 ans    | 19,4   |
| 15,2   | 30-44 ans    | 14,4   |
| 14,8   | 15-29 ans    | 12,1   |
| 14,7   | 0-14 ans     | 13,2   |

## Lieux et monuments

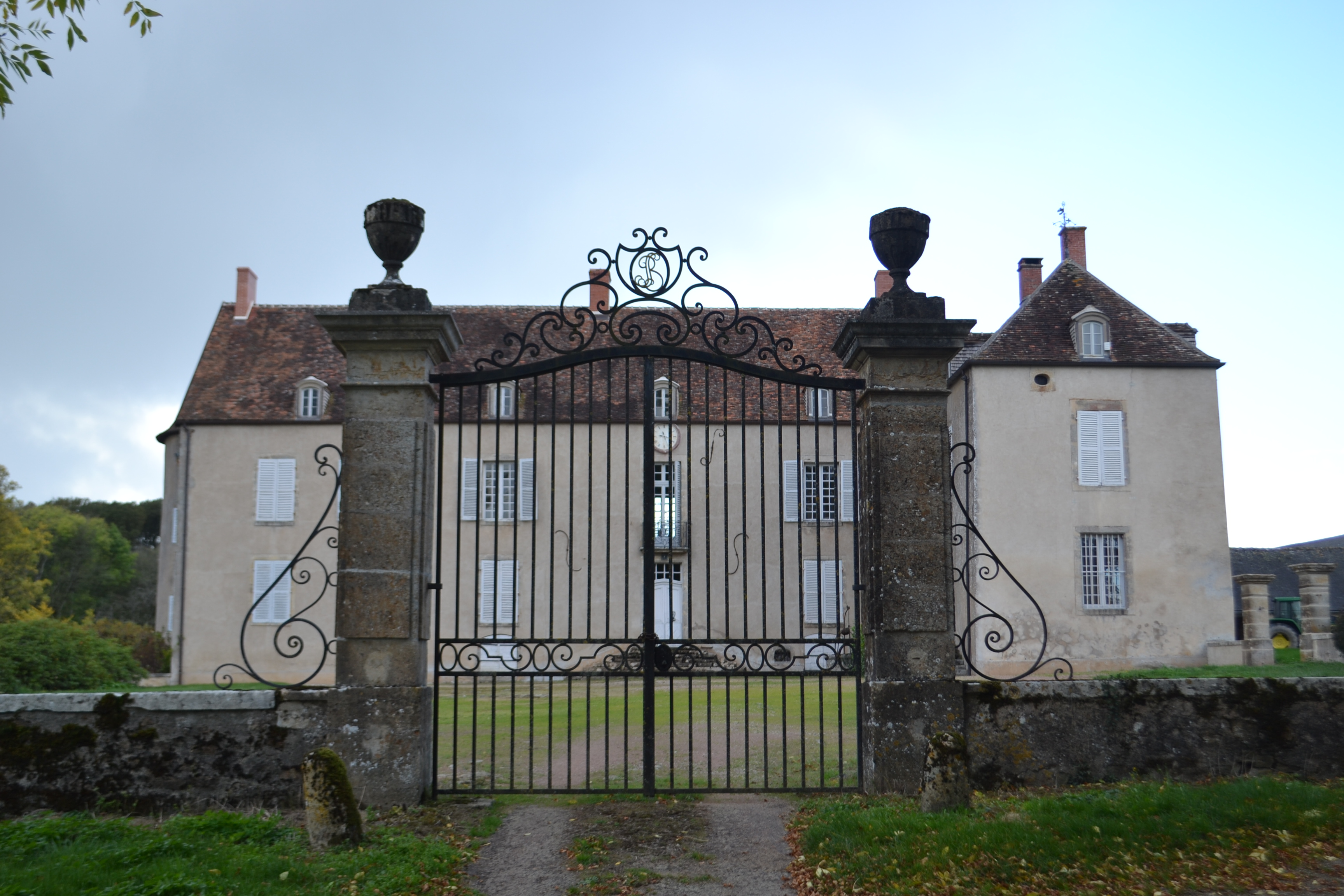
Château de Quincize.

- Château de Quincize : construction dans la seconde moitié du XVIIe siècle et au XVIIIe siècle ; acquis en 1759 par Simon-Pierre Sautereau, important marchand de bois, auquel sont dus plusieurs aménagements ; jardins classés MH en 1995 ; propriété privée ; ne se visite pas[27].
- Château de Poussignol : construction au XVIIe siècle. Chapelle ornée de peintures au pochoir.
- Église Saint-Martin, du XVIe siècle, ornée de peintures au pochoir.

## Personnalité liée à la commune

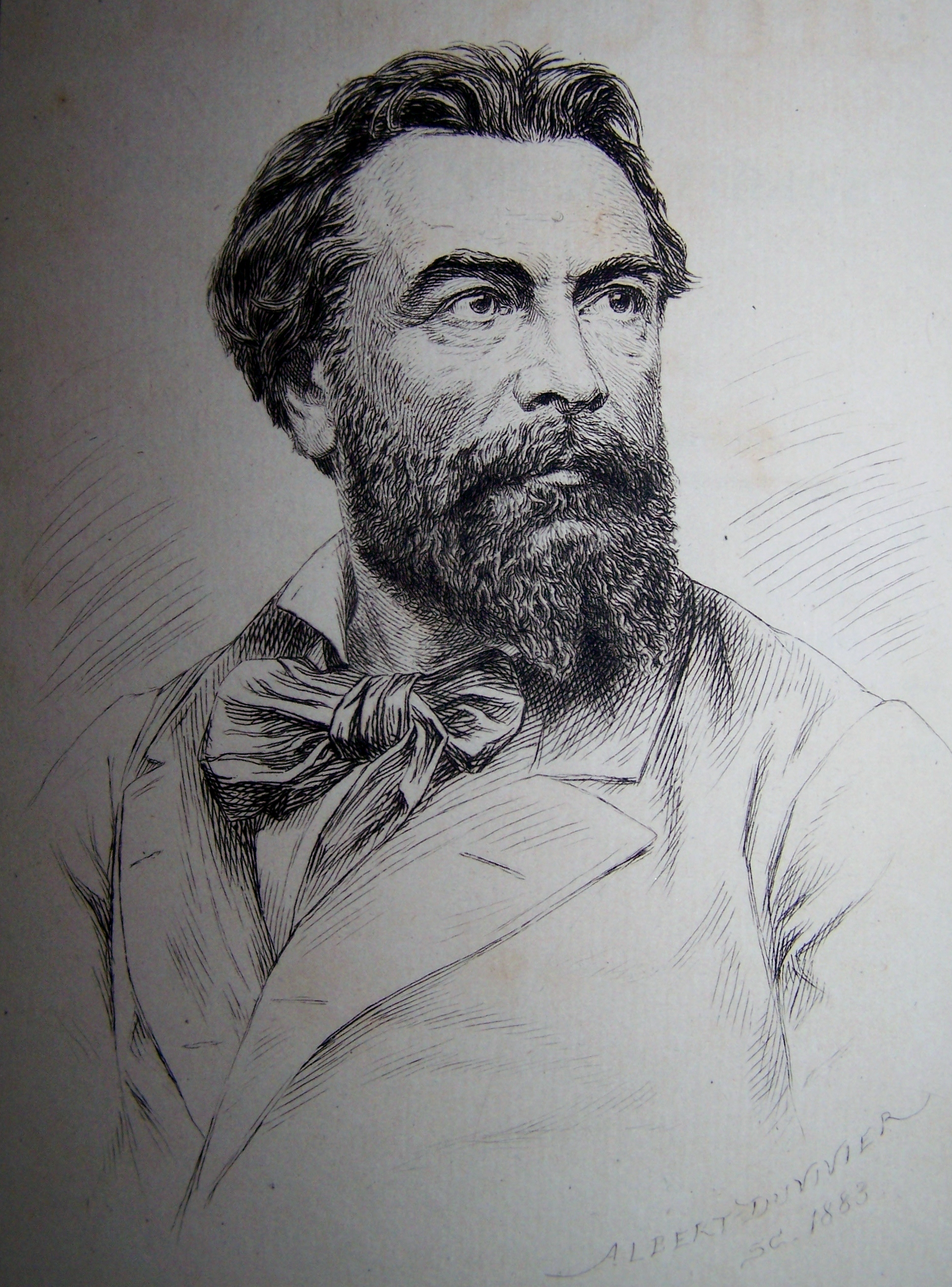
Le poète Louis de Courmont (1828-1900).

- Le poète Louis de Courmont (1828-1900) est né et mort à Blismes, dont il a été maire de 1896 à 1900.
- Félix Chaventon, dit l'abbé Chaventon, auteur du recueil de poésie à succès En Morvand, fut le curé de Blismes.
- Jean-Jacques de Cotignon, dit le chevalier de Cotignon, officier de Marine de Louis XVI, célèbre pour ses mémoires, et né à Buchot.
- Jules Jaluzot, fondateur des magasins du Printemps et député, et Raymond Chanel, chef du renseignement du mouvement de résistance Armée volontaire, furent propriétaires du château de Poussignol.
- Simon-Pierre Sautereau, acteur majeur du flottage du bois dans le Morvan, et Denis de Bourgoing, vice-amiral, furent propriétaires du château de Quincize ; ce dernier y est né.